# Carvaka ochrophara
Carvaka ochrophara är en insektsart som beskrevs av William Lucas Distant 1918. Carvaka ochrophara ingår i släktet Carvaka och familjen dvärgstritar. Inga underarter finns listade i Catalogue of Life.